# Parafia Ewangelicko-Augsburska w Rybniku
Parafia Ewangelicko-Augsburska w Rybniku – luterańska parafia w Rybniku, należąca do diecezji katowickiej Kościoła Ewangelicko-Augsburskiego w RP. W 2023 liczyła około 350 wiernych.

## Historia
Początki ewangelicyzmu na ziemi rybnickiej sięgają czasów Reformacji. Po początkowym rozkwicie nastała jednak kontrreformacja, i w 1629 r. ostatni ewangelicki duchowny, ks. Kissovius został zmuszony do opuszczenia Rybnika. Legalna działalność Kościoła stała się możliwa dopiero po 1742 roku, gdy Śląsk przeszedł we władanie pruskie. Liczba ewangelików w Rybniku i okolicach zaczęła znowu wzrastać w drugiej połowie XVIII w.
Król pruski Fryderyk Wielki zobowiązał swego następcę Fryderyka Wilhelma do otoczenia opieką licznych inwalidów wojennych, którzy zostali ranni podczas wojen śląskich. Na mocy decyzji Fryderyka Wilhelma rybnicki zamek został przeznaczony na dom dla inwalidów wojennych i ich rodzin. Autorem przebudowy obiektu był Franz Ilgner. W zespole gospodarczym rybnickiego zamku znajdowała się nieczynna drewniana sieciarnia, wcześniej wykorzystywana do przechowywania i suszenia sieci rybackich. Obiekt ten został przez Ilgnera w 1791 r. przebudowany i przeznaczony na potrzeby rybnickich ewangelików, którzy już wcześniej, od 1788 r. zaczęli odprawiać w Rybniku nabożeństwa. Pierwszą grupę zborowników tworzyli nieliczni ewangeliccy mieszkańcy miasta i okolic, urzędnicy, a przede wszystkim inwalidzi wojenni i ich rodziny.
W 1796 r. ów pierwszy, drewniany kościół uległ spaleniu. Szybko jednak został odbudowany i odnowiony. Z niewielkimi przeróbkami służył następnie rybnickim ewangelikom aż do 1853 r. Jednak w tymże roku drugi pożar spowodował takie zniszczenia, że już nie było możliwości odbudowy i postanowiono wybudować w jego miejsce nowy kościół. Wówczas powstała istniejąca do dziś murowana, otynkowana świątynia. W związku ze swym przeznaczeniem rybnicki kościół zwany był "Kościołem Inwalidów" lub - w związku z osobą fundatora - kościołem Fryderyka Wilhelma.
Początkowo rybniccy ewangelicy administracyjnie związani byli z parafią w Żorach. Usamodzielnienie parafii nastąpiło po wybudowaniu nowego kościoła, czyli w 1853 r. Była ona podległa powstałemu w 1817 Ewangelickiemu Kościołowi Unii Staropruskiej. W okresie międzywojennym parafia należała do Ewangelickiego Kościoła Unijnego na polskim Górnym Śląsku.
Podczas ostatniej wojny, w styczniu 1945 r. na rozkaz komendy wojskowej ks. Christian Schwencker – ostatni przedwojenny duchowny, musiał opuścić Rybnik. Wkrótce po zakończeniu działań wojennych opiekę nad parafią przejął ks. radca Edward Romański, później długoletni radca Konsystorza, a także autor poezji ewangelickiej. Służył on w Rybniku przez prawie 40 lat. Po nim przez trzy lata w Rybniku pracował ks. Piotr Mendroch, a później przez półtora roku ks. Waldemar Szajthauer. Od lutego 1989 r. proboszczem parafii był ks. ppłk Zbigniew Kowalczyk. Po jego przejściu w 2002 r. do służby w duszpasterstwie wojskowym, proboszczem parafii został ks. Mirosław Sikora. 25 listopada 2022 tymczasowa administrację nad parafią objął ks. Henryk Reske, proboszcz parafii w Orzeszu, którą pełnił do 31 sierpnia 2023. 1 września 2023 stanowisko proboszcza-administratora rozpoczął sprawować ks. Michał Matuszek, będący wcześniej wikariuszem w parafii w Ustroniu.

## Duszpasterze
- od 1629 - ks. Kissovius
- 1791–1796 - ks. Carl Wilhelm Naglo
- od 1769 - ks. Klar
- od 1849 - ks. Wolf
- od 1853 - ks. Heinrich
- od 1877 - ks. Hübner
- od 1879 - ks. Schulze
- od 1882 - ks. Eberlein
- 1889-1890 - ks. Max Braun
- 1890–1892 - ks. Sorof
- 1892–1926 - ks. Paul Reinhold
- 1926–1936 - ks. Christian Schwencker
- 1936–1937 - ks. Adolf Zielke
- 1937–1939 - ks. Robert Fiszkal
- 1939–1941 - ks. Heinrich Gerhardt
- 1942–1945 - ks. Christian Schwencker
- 1945–1984 - ks. Edward Romański
- 1985–1988 - ks. Piotr Mendroch
- 1988–1989 - ks. Waldemar Szajthauer
- 1989–2002 - ks. ppł Zbigniew Kowalczyk
- 2002– 2022 - ks. Mirosław Sikora[3]
- 2022–2023 – ks. Henryk Reske[3][1]
- od 2023 – ks. Michał Matuszek[1]

W latach 1935–1938 polskim prefektem w Rybniku był ks. Ryszard Danielczyk.